# Robert Walker junior
Robert Hudson Walker junior (* 15. April 1940 in Queens, New York; † 5. Dezember 2019 in Malibu, Kalifornien) war ein US-amerikanischer Schauspieler.

## Leben und Karriere
Walker war der Sohn des Schauspielerehepaares Jennifer Jones und Robert Walker, die sich trennten, als ihr Sohn drei Jahre alt war. Durch eine Heirat seiner Mutter wurde Walker junior später der Stiefsohn des Filmproduzenten David O. Selznick. Er besuchte die renommierte Lawrenceville School nahe Princeton und studierte Anfang der 1960er-Jahre Schauspiel am Actors Studio in New York. Walker versuchte sich unabhängig von seinen berühmten Eltern einen eigenen Ruf als Schauspieler aufzubauen, was ihm allerdings nur teilweise gelang, da er insbesondere  seinem bereits 1951 verstorbenen Vater auch äußerlich sehr ähnlich sah.
Eine seiner ersten Hauptrollen hatte Walker junior 1964 in der Militärkomödie Operation Pazifik (Ensign Pulver) an der Seite von Walter Matthau und Larry Hagman; dieser Film, der ihn zum Star aufbauen sollte, war bei Kritikern aber eher wenig beliebt. Im selben Jahr gewann er den Golden Globe in der Kategorie „Bester Newcomer“ für die Darstellung des ‚Dominic‘ in dem Film Frühstück in der Todeszelle (The Ceremony). Größere Rollen folgten als junger Sprengstoffexperte und Alkoholiker an der Seite John Waynes und Kirk Douglas’ in dem Western Die Gewaltigen (1967) sowie in der Titelrolle des Westerns Der Gnadenlose Rächer (Young Billy Young, 1969) mit Robert Mitchum und Angie Dickinson. In dem Kultfilm Easy Rider hatte Walker Jr. im Jahr 1969 eine Nebenrolle als Hippie Jack.
Seine Karriere war neben Kinorollen aber auch im Wesentlichen durch Gastauftritte in Fernsehserien wie Bonanza, Mord ist ihr Hobby, Columbo, L.A. Law und Time Tunnel geprägt. Seine vielleicht bekannteste Serienrolle war die des rebellischen Jugendlichen ‚Charlie X‘ in der gleichnamigen Raumschiff-Enterprise-Folge aus dem Jahre 1966.
Nachdem Walker seit Anfang der 1990er-Jahre nicht mehr vor der Kamera gestanden hatte, spielte er 2018 im B-Movie-Thriller Heaven’s War die Rolle eines Agenten. Dies war sein letzter Auftritt, insgesamt umfasst sein filmisches Schaffen mehr als 75 Film- und Fernsehproduktionen. Aus drei Ehen hatte Robert Walker junior insgesamt sieben Kinder. Er starb im Dezember 2019 im Alter von 79 Jahren in Malibu.

## Filmografie (Auswahl)
- 1957: First Performance (Fernsehserie, Folge 3x01)
- 1962: Route 66 (Fernsehserie, Folge 3x07)
- 1962: Gnadenlose Stadt (Naked City, Fernsehserie, Folge 4x11)
- 1962/1965: Preston & Preston (The Defenders, Fernsehserie, 2 Folgen)
- 1963: Männer – hart wie Eisen (The Hook)
- 1963: Frühstück in der Todeszelle (The Ceremony)
- 1964: Operation Pazifik (Ensign Pulver)
- 1965: Big Valley (The Big Valley, Fernsehserie, Folge 1x08)
- 1966: Raumschiff Enterprise (Star Trek, Fernsehserie, Folge 1x02 Der Fall Charly)
- 1966/1968: FBI (The F.B.I., Fernsehserie, 2 Folgen)
- 1967: Time Tunnel (The Time Tunnel, Fernsehserie, Folge 1x22)
- 1967: Die Meute (The Happening)
- 1967: Invasion von der Wega (The Invaders, Fernsehserie, Folge 1x13)
- 1967: Die Gewaltigen (The War Wagon)
- 1967: Bonanza (Fernsehserie, Folge 9x07 Der Pferdedieb)
- 1968: Die grausamen Sieben (The Savage Seven)
- 1968: Diana – Tochter der Wildnis (Eve)
- 1969: Agilok & Blubbo
- 1969: Easy Rider
- 1969: Der gnadenlose Rächer (Young Billy Young)
- 1970: Die Straße nach Salina (Road to Salina)
- 1972: Der Blob (Beware! The Blob)
- 1973: Dr. med. Marcus Welby (Marcus Welby, M.D., Fernsehserie, Folge 4x15)
- 1973: Don Juan 73 (Don Juan ou Si Don Juan était une femme...)
- 1973: Hex – Dimensionen der Furcht (Hex)
- 1974: Columbo (Fernsehserie, Folge 3x06 Teuflische Intelligenz)
- 1974: The Spectre of Edgar Allan Poe
- 1974: Cannon (Fernsehserie, Folge 4x07 Der Rächer seines Bruders)
- 1974: Mann ohne Gnade (Gone with the West)
- 1975: Die Straßen von San Francisco (The Streets of San Francisco, Fernsehserie, Folge 3x21)
- 1976: Make-up und Pistolen (Police Woman, Fernsehserie, Folge 3x02)
- 1976: Jesus von Nazareth (The Passover Plot)
- 1977: Quincy (Quincy, M.E., Fernsehserie, Folge 3x09)
- 1978: Der Sechs-Millionen-Dollar-Mann (The Six Million Dollar Man, Fernsehserie, 2 Folgen)
- 1979: Drei Engel für Charlie (Charlie’s Angels, Fernsehserie, Folge 4x04)
- 1980: Geliebtes Land (Beulah Land, Miniserie, 3 Folgen)
- 1982: CHiPs (Fernsehserie, Folge 5x24 Der Eismann)
- 1982: Angkor – Das Tor zur Hölle (Angkor: Cambodia Express)
- 1983: Im Blutrausch des Wahnsinns (Olivia)
- 1983: Ein Traummann auf der Titelseite (Making of a Male Model, Fernsehfilm)
- 1983: Totentanz der Hexen (The Devonsville Terror)
- 1983: Matt Houston (Fernsehserie, Folge 2x11)
- 1983: Hambone and Hillie
- 1984/1986: Ein Colt für alle Fälle (The Fall Guy, Fernsehserie, 2 Folgen)
- 1985: Simon & Simon (Fernsehserie, Folge 4x18 Engelsstaub)
- 1985: Cambodscha Connection (Heated Vengeance)
- 1985: Trio mit vier Fäusten (Riptide, Fernsehserie, Folge 3x04)
- 1985–1986: Dallas (Fernsehserie, 3 Folgen)
- 1986: Zeit der Sehnsucht (Days of Our Lives, Fernsehserie, 2 Folgen)
- 1987/1990: Mord ist ihr Hobby (Murder, She Wrote, Fernsehserie, 2 Folgen)
- 1990: Tödlicher Charme (Fatal Charm)
- 1991: In der Hitze der Nacht (In the Heat of the Night, Fernsehserie, Folge 4x15)
- 1991: L.A. Law – Staranwälte, Tricks, Prozesse (L.A. Law, Fernsehserie, Folge 5x16)
- 1992: California Clan (Santa Barbara, Fernsehserie, eine Folge)
- 2018: Heaven’s War